# PTZ-89
Die PTZ-89 (andere Bezeichnung: Typ 89, Werksbezeichnung WA320) ist ein chinesischer Jagdpanzer, der vom Rüstungskonzern Norinco hergestellt wurde.

## Entwicklungsgeschichte
Der Jagdpanzer Typ 89 wurde in den 1980er-Jahren von der Fabrik Nr. 447 unter Verwendung einer neu entwickelten 120-mm-Glattrohrkanone konstruiert, die ursprünglich für ein Kampfpanzerprogramm für die Volksbefreiungsarmee vorgesehen war. Da die 120-mm-Kanone den Anforderungen des projektierten Kampfpanzers nicht genügte, wurde sie in ein laufendes Jagdpanzer-Programm implementiert. Der PTZ-89 wurde nur in geringer Stückzahl an die Armee ausgeliefert, bevor die Produktion Mitte der 1990er-Jahre vollständig eingestellt wurde. Im Jahr 2015 erfolgte die Ausmusterung des Panzers.

## Technik
Der PTZ89 basiert auf dem Typ-321-Kettenfahrgestell, das bei vielen chinesischen Selbstfahrlafetten verwendet wird, darunter auch die weit verbreitete Panzerhaubitze Typ 83. Der Fahrer sitzt vorne links, Motor und Antriebsstrang befinden sich rechts vorne. Der Turm befindet sich im hinteren Teil und beherbergt neben dem Richt- und Ladeschützen auch den Kommandanten.
Die Hauptbewaffnung besteht aus einer 120-mm-L/52-Glattrohrkanone, die eine viel bessere Durchschlagskraft hat als jede andere Kanone, die zu diesem Zeitpunkt bei chinesischen Panzerfahrzeugen im Einsatz war. Die Kanone erreicht eine Feuerrate von 10 Schuss pro Minute.
Die Hauptwaffe ist nicht stabilisiert und wird normalerweise nur in der 12-Uhr-Stellung abgefeuert. Die mitgeführten 30 Schuss Munition werden im hinteren Teil des Turmes verstaut. Ein halbautomatisches Ladesystem unterstützt das Nachladen.
Die Waffe kann APFSDS, HEAT und HEAT-FRAG verschießen. 
Die effektive Reichweite gegen Panzer beträgt 2,5 km, aber hochexplosive Geschosse können in einer indirekten Flugbahn bis zu 9 km weit verschossen werden. Das APFSDS-Geschoss hat eine Mündungsgeschwindigkeit von 1660 m/s und eine maximale Schussweite von 2,5 km gegen Hartziele. Das HE-Geschoss hat eine Mündungsgeschwindigkeit von 960 m/s und eine maximale Feuerreichweite von 9,0 km.
Obwohl ein Laser-Entfernungsmesser eingebaut ist, wurde die Feuerleitanlage damals bereits als wenig leistungsfähig bewertet. Auf dem Turmdach ist ein schweres 12,7-mm-Maschinengewehr vom Typ QJC-88 für die Flugabwehr montiert.
Die bis zu 30 mm starke Stahlpanzerung ist im Vergleich zu ähnlichen ausländischen Modellen recht dünn für ein Fahrzeug, das Panzer in ihrem Aktionsradius direkt bekämpfen sollte. Die Panzerung bietet lediglich einen gewissen Schutz gegen mittelkalibrige schwere Maschinengewehre und vollen Schutz gegen Kleinwaffenfeuer und Granatsplitter. An den beiden Turmseiten wurde nachträglich eine Käfigpanzerung angebracht. Ein ABC-Schutzsystem und eine Feuerlöschanlage sollen zur Standardausrüstung gehört haben.
Das Kettenfahrwerk verleiht dem PTZ89 eine recht gute Geländegängigkeit, wenn auch bei niedrigen Geschwindigkeiten. Ein 520 PS starkes Deutz-Dieselaggregat vom Typ 12150L sorgt für den Antrieb. Die Höchstgeschwindigkeit beträgt 55 km/h auf der Straße und nur etwa 30 km/h im Gelände. Die maximale Reichweite ohne Zusatztanks soll 450 km betragen.

## Nutzer
Die Volksbefreiungsarmee war der einzige Nutzer des PTZ89. Schätzungen zufolge wurden mindestens 100 Fahrzeuge hergestellt, bevor die Produktion gestoppt wurde. Andere Quellen vermuten ein Gesamtproduktionsvolumen von 230 Stück. Das unterdurchschnittliche Leistungsniveau des Systems und die Einführung von Panzern mit leistungsstärkeren 125-mm-Kanonen bei den chinesischen Streitkräften machten den PTZ89 obsolet, womit im Jahr 2015 die Ausmusterung erfolgt sein soll. Bis zuletzt waren die PTZ-89-Jagdpanzer an der chinesisch-russischen Grenze stationiert.